# Antillas Neerlandesas en los Juegos Olímpicos de Barcelona 1992
Las Antillas Neerlandesas estuvieron representadas en los Juegos Olímpicos de Barcelona 1992 por cuatro deportistas, tres hombres y una mujer, que compitieron en tres deportes.
El equipo olímpico no obtuvo ninguna medalla en estos Juegos.